# Ray Wonder
Ray Wonder var ett popband, startat 1992 i Umeå, bestående av (Lars) Henrik Andersson (sång, gitarr), Toft Stade (bas), Ludwig Böss (gitarr, klaviatur) och Per Helin (trummor). Bandet släppte tre fullängdsskivor, tre EP och några singlar. Bandet har turnerat i Europa, USA och Japan bl.a. tillsammans med The Cardigans och Beck Hansen innan de lade ner 2000.
Ray Wonder är mest känd för låten We've Got to Be Good to Each Other som år 2000 användes i en reklamfilm för Renault.
Nyligen gavs en samlingsskiva ut i Japan med visst tidigare outgivet material. Omslaget till denna är gjort av illustratören Dan Abbott som även assisterat Storm Thorgerson (Pink Floyd, Led Zeppelin, Mars Volta, Muse mm).
Henrik Andersson hade senare bandet Hank (Family album 2004) och som artist The Clown (Clownism 2008), där medlemmar från t ex Ray Wonder och Komeda gästade. Han är verksam som Lars Henrik Andersson (Skaka liv 2016) och släpper sin musik på Hjördisc Records och driver Viltone Studio.
Ludwig Böss spelade in ett soloalbum under namnet Böss. Under 2009 var han gitarrist i Band of Horses.
Per Helin startade skivbolaget NONS (North of no South Records) i Umeå 1991. Bolaget har gett ut musik av band som Doktor Kosmos, Komeda, Isolation Years, the Perishers och Asha Ali. Före Ray Wonder spelade han i bandet Puffin.

## Diskografi
Album
- Hurray - 1993
- Good Music 1996
- A New Kind of Love - 2001

EP
- Superwonder - 1994
- Get Back Inside - 1995

Singlar
- Break It Down - 2000
- We Got To Be Good To Each Other - 2000
- Hang Me High - 2000